# Daniëlle Kooi
Rina Daniëlle Kooi (Zeist, 19 augustus 1947 – aldaar, 11 maart 2006) was een Nederlands beeldend kunstenaar.
Ze was dochter van Arnolda Huigerina Wiss en Daniel Henrik Kooi. Haar vader was manusje-van-alles; was bijvoorbeeld edelsmid en boekverkoper. Ze was tussen 1985 en 2000 getrouwd met Paul Alexander Buitenhuis. 
Ze kreeg haar opleiding aan de Koninklijke Academie van Beeldende Kunsten (1964-1967) alwaar ze abstract-geometrisch leerde schilderen onder invloed van Wassily Kandinsky en Piet Mondriaan. Daarna volgde een studie aan de Rijksakademie van beeldende kunsten in Amsterdam (1967-1970) meer richting Pierre Bonnard. Ze werd direct daarop lid van Arti et Amicitiae, haar hoogtepunt lag in de jaren zeventig waarbij ze prijs op prijs won:
- 1969 Willem F.C. Uriot-prijs (van de Rijkakademie)
- 1969 Willink van Collenprijs
- 1972: Paul Tétar van Elvenprijs (voor Toeschouwers, mensen in een trein)
- 1973: Jeanne Oosting Prijs

Een grote doorbraak bleef echter uit; ze werkte ook wel naast het schilderen. Ze schilderde de laatste jaren vooral in Amsterdam (stadsgezichten) en Hallum (landschappen), waar ze sinds 1971 een huisje had (haar ouders woonden daar ook). Ze schilderde vanuit dat laatste het werk Korenveld glooiend. Ze was pas in die omgeving landschappen gaan schilderen.